# Mistrzostwa Świata w Piłce Nożnej 2018 (baraże interkontynentalne)
W barażach interkontynentalnych do Mistrzostw Świata biorą udział cztery zespoły z czterech kontynentów (Ameryka Północna, Ameryka Południowa, Azja, Oceania).

## Format
Zespoły zagrały ze sobą systemem „mecz i rewanż”. Pary zostały wylosowane podczas losowania eliminacji. Są to CONCACAF – AFC oraz OFC – CONMEBOL.
- Ameryka Północna na Mistrzostwach Świata ma zapewnione 3 miejsca, a Azja ma 4 miejsca.
- Oceania nie ma zapewnionego żadnego miejsca, a Ameryka Południowa ma zapewnione 4 miejsca.

## Drużyny
| Konfederacja                      | Miejsce w eliminacjach           | Drużyna       |
| --------------------------------- | -------------------------------- | ------------- |
| CONMEBOL (Ameryka Pd.)            | 5. miejsce w eliminacjach        | Peru          |
| CONCACAF (Ameryka Pn. i Środkowa) | 4. miejsce w Rundzie Finałowej   | Honduras      |
| AFC (Azja)                        | zwycięzca barażu kontynentalnego | Australia     |
| OFC (Oceania)                     | zwycięzca 3. rundy eliminacji    | Nowa Zelandia |

## Wyniki
| Drużyna 1                            | Wynik dwumeczu | Drużyna 2 | Pierwszy mecz | Drugi mecz |
| ------------------------------------ | -------------- | --------- | ------------- | ---------- |
| Honduras                             | 1:3            | Australia | 0:0           | 1:3        |
| Nowa Zelandia                        | 0:2            | Peru      | 0:0           | 0:2        |
| Po lewej gospodarz pierwszego meczu. |                |           |               |            |

### CONCACAF v AFC
| 10 listopada 2017 | Honduras | 0:0 | Australia |                                                                                      |
| 23:00 CET         |          |     |           | Estadio Olímpico Metropolitano, San Pedro Sula Widzów: 38 000 Sędzia: Daniele Orsato |

| 15 listopada 2017 | Australia                     | 3:1 | Honduras          |                                                                |
| 08:00 CET         | Jedinak 54', 72' (k), 86' (k) |     | 90+3' M. Figueroa | Stadium Australia, Sydney Widzów: 77 060 Sędzia: Nestor Pitana |

### OFC v CONMEBOL
| 11 listopada 2017 | Nowa Zelandia | 0:0 | Peru |                                                                |
| 04:15 CET         |               |     |      | Westpac Stadium, Wellington Widzów: 37 034 Sędzia: Mark Geiger |

| 16 listopada 2017 | Peru                      | 2:0   | Nowa Zelandia |                                                              |
| 03:15 CET         | Farfán 28' · C. Ramos 65' | (1:0) |               | Estadio Nacional, Lima Widzów: 39 125 Sędzia: Clément Turpin |

## Strzelcy
W 4 spotkaniach padło 6 bramek.
3 gole
- Mile Jedinak

1 gol
- Maynor Figueroa
- Jefferson Farfán
- Christian Ramos